# Amsacta epicaste
Amsacta epicaste är en fjärilsart som beskrevs av Fawcett 1915. Amsacta epicaste ingår i släktet Amsacta och familjen björnspinnare. Inga underarter finns listade i Catalogue of Life.